# Alexeï Benois
Alexeï Leontievitch Benois (en russe : Алексе́й Лео́нтьевич Бенуа́), né en 1838 à Saint-Pétersbourg et mort le 25 mai 1902 (7 juin dans le calendrier grégorien) à Krasnovodsk, est un architecte russe qui œuvra surtout au Turkestan. C'est le neveu de Nicolas Benois (1813-1898), fils du fondateur de la lignée des Benois, famille célèbre d'origine française d'artistes et d'architectes en Russie.

## Biographie
Alexeï Benois est le fils de Léon Benois (1801-1885), fonctionnaire aux chemins de fer de Tsarskoïe Selo, et frère aîné de l'architecte Nicolas Benois.
Alexeï Benois termine en 1865 l'Académie impériale des beaux-arts, devenant artiste indépendant avec le droit de construire. C'est en 1874 qu'il devient architecte du gouverneur du Turkestan, le général von Kaufmann. Il est nommé le 8 février 1875 membre du comité de construction des ponts et chaussées du Syr-Daria qui est chargé de la construction des bâtiments officiels du Turkestan et de Tachkent. Benois est responsable en 1875-1877 de la construction de la ville de Vierny (devenue Alma-Ata). Il retourne ensuite à Tachkent où il construit des édifices commandés par des ingénieurs militaires dans l'Oblast du Syr-Daria. Il démissionne du service en 1879 pour raisons familiales et devient architecte privé.
Il reprend du service en 1882, devenant architecte de la ville de Samarcande et de ses environs pendant quatre ans. C'est en 1890 qu'il construit avec l'ingénieur Doubrovine pour les vingt-cinq ans du rattachement de la ville de Tachkent une porte d'honneur du côté du square Constantin (en).

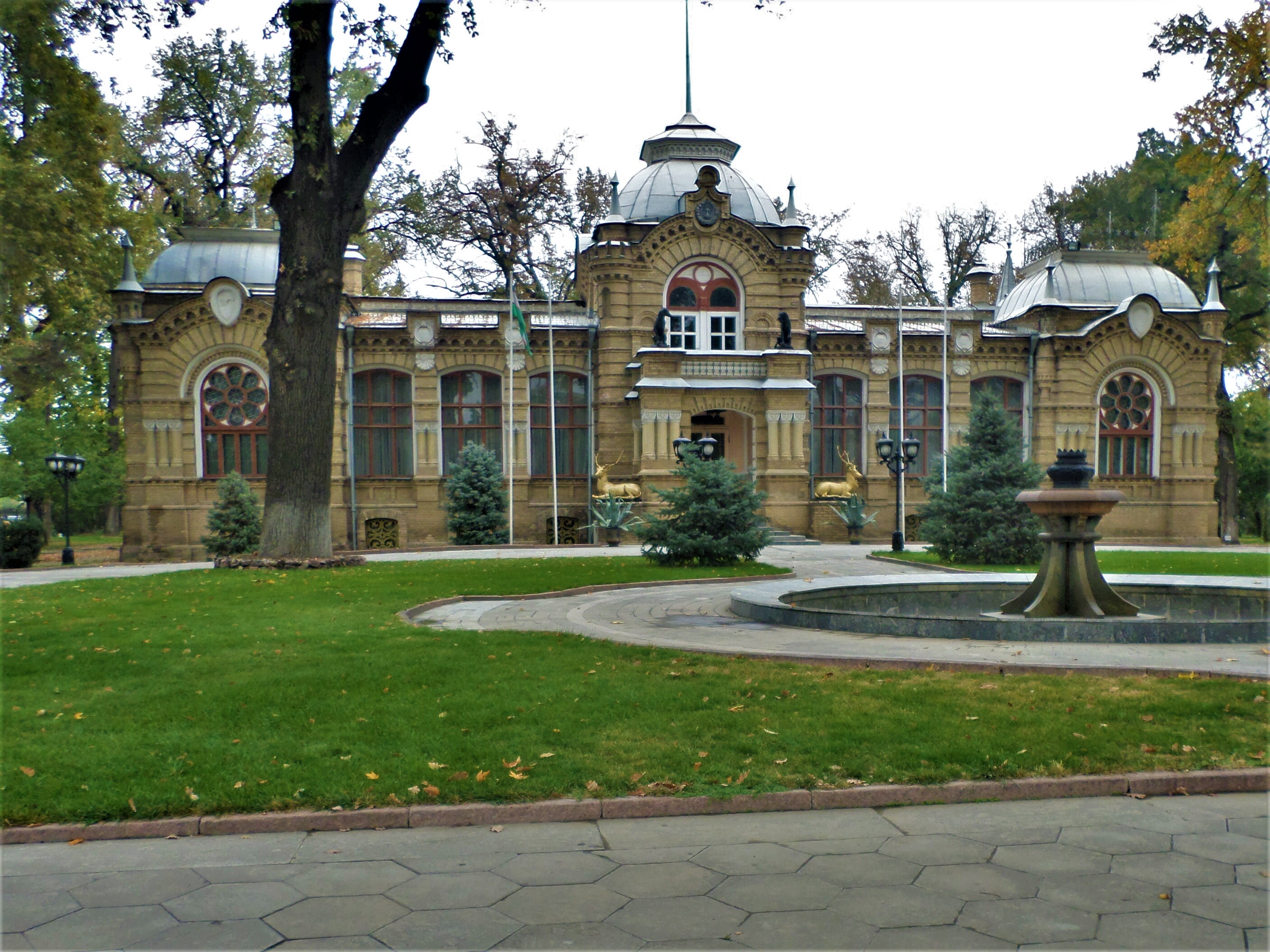
Palais du grand-duc Nicolas Constantinovitch

À la fin de sa carrière, Benois est architecte de la région de Krasnovodsk.
Parmi les bâtiments construits selon ses plans ou avec sa participation, on peut distinguer le lycée de garçons de Tachkent (d'après un projet de l'ingénieur militaire Janczewski), l'église luthérienne de Tachkent ou le palais de l'ex grand-duc Nicolas Constantinovitch exilé à Tachkent. Ce palais a été édifié selon les plans de l'ingénieur civil Wilhelm Heinzelmann (ru) entre 1889 et 1890. Benois est l'auteur des plans d'un autre palais, celui de l'émir de Boukhara (ru), Seïd Abdoul al-Akhad Bogodour-Khan (ru).